# 藏东蒿
藏东蒿（学名：[Artemisia vexans] 错误：{{Lang}}：文本有斜体标记（帮助））为菊科蒿属的植物，是中国的特有植物。分布在不丹以及中国大陆的四川、西藏等地，生长于海拔3,000米至5,000米的地区，常生长在路旁及山坡等地，目前尚未由人工引种栽培。